# Het licht valt op 'r ogen
Het licht valt op ‘r ogen is een hoorspel van Yves-Fabrice Lebeau. La lampe donne sur ses yeux, dat ingezonden werd voor de Prix Italia 1981, werd onder de titel Die Lampe scheint auf ihre Augen op 25 augustus 1983 door de Hessischer Rundfunk uitgezonden. De NCRV zond het reeds uit op vrijdag 28 juni 1983. Voor de vertaling zorgde Freddy De Vree, de regisseur was Ab van Eyk. Het hoorspel duurde 43 minuten.

## Rolbezetting
- Leintje Hoogenkamp (kind)
- René Lobo (vader)
- Mariëlle Fiolet (moeder)

## Inhoud
Een vader brengt zijn kind de principes van het lezen en schrijven bij. Het onderricht in de avonduren is voor hem de enige overblijvende mogelijkheid om zich toegang te verschaffen tot het huis waarin het kind met de moeder leeft, toegang tot die woning waarin zij regelmatig haar minnaar ontvangt, de "andere". Terwijl de avond van de les verstrijkt, trekt de moeder zich terug. Achter de gesloten deur gaat ze slapen, onzichtbaar en onbereikbaar. De man kan niet blijven. Hij leeft ergens elders. Na de les zal hij naar huis gaan. Een kind de taal te leren wordt in dit hoorspel een handeling vol heimelijke erotiek. Woorden en hun betekenis, letters en hun vorm verschijnen als uitdrukkingsdragers, als boodschappers van een liefde, die in het kind de vrouw ziet, ook de eigen, onbereikbaar geworden vrouw. Ze spreekt tot de man, terwijl hij over woorden spreekt en hoe men ze uitspreekt en schrijft. De omgang met de moedertaal, met de taal van de moeder van zijn kind wordt, als streng ritueel, tot vervangingsmiddel voor een ongeoorloofde of aan de man niet meer toegestane relatie…